# Palaeorhiza gressitorum
Palaeorhiza gressitorum är en biart som beskrevs av Hirashima 1975. Palaeorhiza gressitorum ingår i släktet Palaeorhiza och familjen korttungebin. Inga underarter finns listade i Catalogue of Life.